# Hemicyclops acanthosquillae
Hemicyclops acanthosquillae is een eenoogkreeftjessoort uit de familie van de Clausidiidae. De wetenschappelijke naam van de soort is voor het eerst geldig gepubliceerd in 1965 door Humes.